# Hildur Humla
Hildur Amalia Maria Humla, född 2 september 1889 i Norrköpings Borgs församling, död 27 december 1969 i Stockholm, var en svensk riksdagspolitiker i andra kammaren 1938–1952 och ordförande i Värmlands socialdemokratiska kvinnodistrikt.
Under tiden som hon var ordförande i kvinnodistriktet väcktes frågan om att starta ett semesterhem för husmödrar i Värmland. År 1943 hittade Humla Frykenstrand, ett pensionat ägt av Noak Andersson som hon köpte, och öppnade 23 juni samma år Frykenstrands Semesterhem. Humla arbetade som föreståndarinna för semesterhemmet fram till 1957.
År 2013, 70 år efter att Frykenstrands Semesterhem öppnat, delades Hildur Humlas Stipendium till kvinnor som var värda att uppmärksamma.